# Dénes Varga
Dénes Varga (Budimpešta, 29. ožujka 1987.), mađarski vaterpolist. Mlađi je brat Dánielu Vargi koji je također mađarski reprezentativac i od 2010. godine igrač riječkog Primorja. Dénes je visok 193 cm i težak 95 kg. Od 2002. do 2004. igrao je za Újpest, a od 2004. do 2010. za Vasas. Proglašen je najboljim igračem Svjetskog prvenstva u vaterpolu 2013. na kojem je Mađarska neočekivano osvojila zlato. Najbolji je vaterpolist Europe 2013. godine po izboru LEN-a. Sa 63 pogotka (64 računajući završni turnir) najbolji je strijelac Jadranske lige 2013./14. Proglašen je najboljim igračem Europskog prvenstva 2014. koje se održalo u Budimpešti i na kojem je Mađarska osvojila srebro.
Kao igrač Szolnoka osvojio je naslov prvaka Europe 2016./17., što je najveći uspjeh tog kluba, koji je u završnici iznenađujuće razbio branitelja naslova dubrovački Jug 10:5.
Kao igrač Ferencvárosa u sezoni 2018./19. osvojio je naslov prvaka Europe.